# Tótfalud

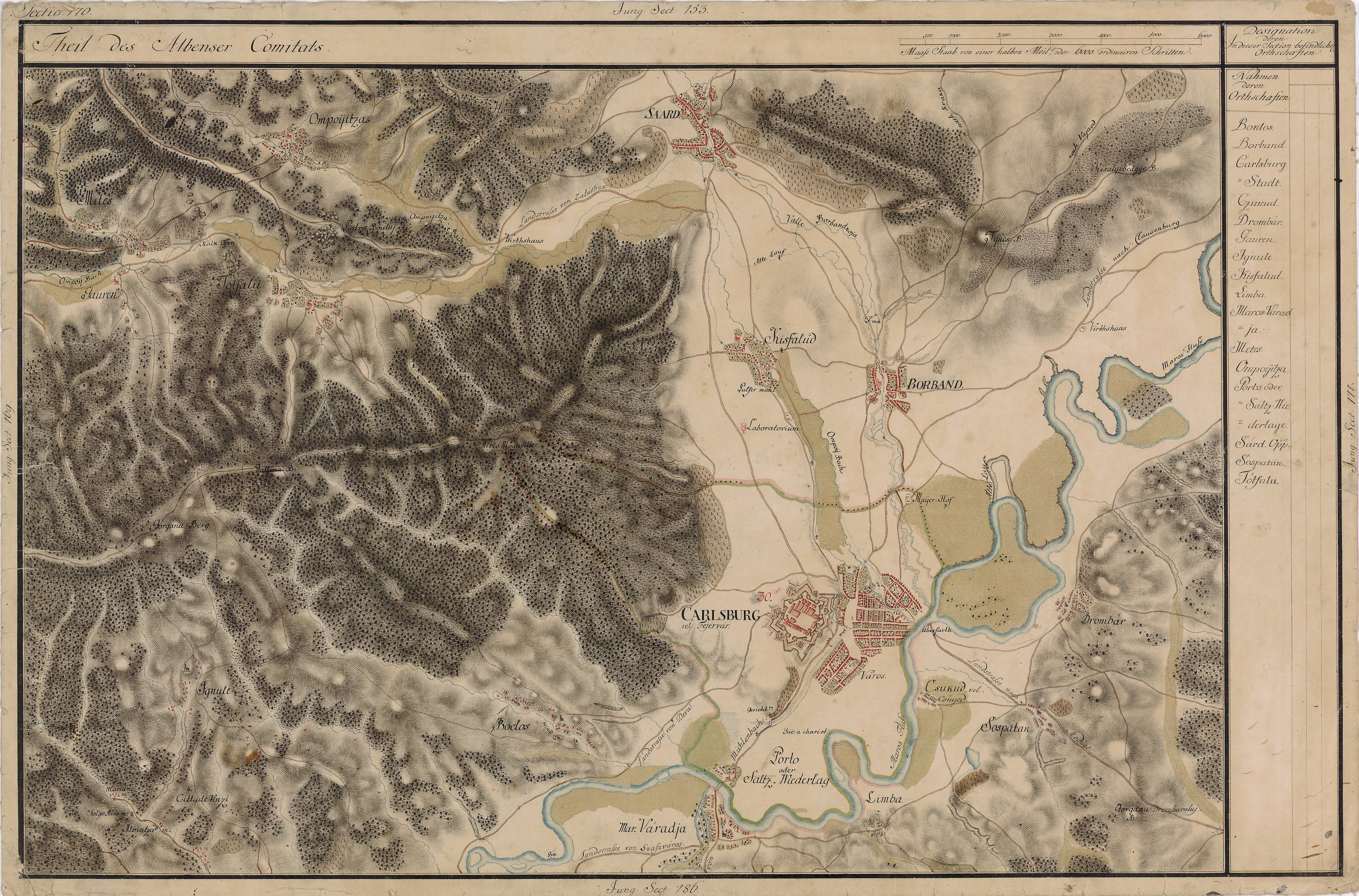
Tótfalud környéke 1770 körül

Tótfalud (románul Tăuti, németül Ratzenhaus) falu Romániában Fehér megyében.

## Fekvése
Gyulafehérvártól 13 km-re északnyugatra az Ompoly jobb partján fekszik, Metesdhez tartozik, melytől 4 km-re keletre van.

## Története
A falu feletti Szentmihálykő csúcson állnak várának maradványai. Római castrum felhasználásával Péter erdélyi püspök építtette 1276 és 1299 között. Pusztulásának körülményei ismeretlenek. A múlt század végén két szobája még épen állott, ma csak alapfalai látszanak.
1910-ben 665, túlnyomórészt román lakosa volt. A trianoni békeszerződésig Alsó-Fehér vármegye Magyarigeni járásához tartozott.